# 劳特巴赫
劳特巴赫（德語：Lauterbach）是德国图林根州的一个市镇。总面积6.62平方公里，总人口664人，其中男性326人，女性338人（2011年12月31日），人口密度100人/平方公里。